# Metopa mirifica
Metopa mirifica is een vlokreeftensoort uit de familie van de Stenothoidae. De wetenschappelijke naam van de soort is voor het eerst geldig gepubliceerd in 1952 door Gurjanova.